# خوليو فالي كاستيلو
خوليو فالي كاستيلو (بالإسبانية: Julio Valle Castillo)‏ هو ناقد أدبي ورسام وشاعر نيكاراغوي، ولد في 10 أغسطس 1952 في مسايا، نيكاراغوا في نيكاراغوا.